# Campionati europei di judo 1957
I Campionati europei di judo 1957 sono stati la 6ª edizione della competizione organizzata dalla European Judo Union.
Si sono svolti a Rotterdam, nei Paesi Bassi, dall'8 al 11 novembre 1957.

## Medagliere
| Pos.   | Nazione        | Oro | Argento | Bronzo | Totale |
| ------ | -------------- | --- | ------- | ------ | ------ |
| 1      | Paesi Bassi    | 3   | 2       | 5      | 10     |
| 2      | Regno Unito    | 2   | 1       | 1      | 4      |
| 3      | Francia        | 1   | 5       | 3      | 9      |
| 4      | Germania Ovest | 1   | 1       | 2      | 4      |
| 4      | Belgio         | 1   | 1       | 2      | 3      |
| 6      | Italia         | 1   | 0       | 0      | 1      |
| 7      | Cecoslovacchia | 0   | 0       | 2      | 2      |
| 8      | Spagna         | 0   | 0       | 1      | 1      |
| Totale | Totale         | 9   | 9       | 17     | 35     |

## Podi

### Uomini
| Evento         | Oro             | Argento           | Bronzo                             |
| 1º dan         | John Newman     | Marcel Nottola    | Leopold Pisin Jo Dirks             |
| 2º dan         | Franz Sinek     | Alan Petherbridge | Cor De Waal Jean Begaux            |
| 3º dan         | Daniel Outelet  | Walter Reiter     | Robert Dazzi Tonny Wagenaar        |
| 4º dan         | Anton Geesink   | Henri Courtine    | Robert Picard                      |
| fino a 68 kg   | Koos Bonte      | Guy Lample        | Désiré Durieux Jan De Waal         |
| fino a 80 kg   | Pierre Rigal    | Hein Essink       | Michel Franceschi Werner Steinbeck |
| oltre 80 kg    | Nicola Tempesta | Etienne Nemer     | Jo Dirks Jiri Masin                |
| Categoria Open | Anton Geesink   | Bernard Pariset   | Charles Palmer Gerhard Alpers      |
| Gara a squadre | Regno Unito     | Paesi Bassi       | Belgio Spagna                      |